# پلن بی (فیلم)
پلن بی (انگلیسی: Plan B) فیلم کمدی آمریکایی به کارگردانی ناتالی مورالس که سال ۲۰۲۱ منتشر شد. نام فیلم از برند تجاری به همین نام برگفته شده که قرص‌های پیشگیری اضطراری از بارداری تولید می‌کند. بازیگران اصلی فیلم ویکتوریا مورالس و کوهو ورما هستند.